# Okrug
Okrug község Horvátországban Split-Dalmácia megyében. Közigazgatásilag Okrug Donji és Okrug Gornji települések tartoznak hozzá. A község központja Okrug Gornji.

## Fekvése
Trogir központjától 3 km-re délre, Dalmácia középső részén, Čiovo szigetének nyugati részén fekszik.

## Története
Čiovo szigete a régészeti leletek tanúsága szerint már a római korban lakott volt. A középkorban többnyire a magányra vágyó remeték éltek rajta. Okrug neve 1461-ben fordul elő írott forrásban először. A név a horvát „krug“ (kör) szóból származik, mivel a község mindkét települése a félkör alakú öböl, a Saldun-öböl partján fekszik. Betelepülése a 15. században a kontinensen fekvő velencei terület elleni sorozatos török támadások hatására indult meg, mivel a lakosság nagy része ekkor a biztonságosabb szigetekre települt át. Paolo Andreis 17. századi trogiri történetíró Trogir történetéről írt művében (Andreis: Storia della città di Traù Split, 1977-78.) írja, hogy az első žednoi és okrugi telepesek 1461. május 5-én kötöttek ki a szigeten.
Okrug keletkezésével kapcsolatban különvéleményt fogalmazott meg Petar Šimunović akadémikus, aki szerint a név már 1228-ban felbukkan „terram de cruco ecclesiae sancti Mauri” alakban a žednoi Szent Mór plébániával kapcsolatosan. A név eredetét a „krug” főnév régi, halom, kő, gerinc jelentésével hozza összefüggésbe. Az elnevezést Josip Roglić akadémikus Hrvatska enciklopedijában a sziget nyugati végében található Okrug-fokról származtatja. Ugyancsak szerinte az idézett 1228-as adat megerősíti a hely létezését a Saldun- és a Movarčica-öböl közötti magaslaton, nagyjából a mai Vrh Sela településrésznél, mely terület az ősi Szent Mór plébániatemplomhoz sokkal közelebb található. Az 1461-ben érkezett okrugiak letelepedésük helyéül a már a 11. század óta itt álló Szent Teodor templom környékét választották. A templom falaiban és környékén kora középkori töredékek is előkerültek, melyek alapján feltételezik, hogy eredetileg ókeresztény templom volt. Nagyobb betelepülési hullám volt, amikor a török 1537-ben bevette Klissza várát. 1797-ben a Velencei Köztársaság megszűnésével a település Habsburg Birodalom része lett. 1806-ban Napóleon csapatai foglalták el és 1813-ig francia uralom alatt állt. Napóleon bukása után ismét Habsburg uralom következett, mely az első világháború végéig tartott. 1857-ben 289, 1910-ben 784 lakosa volt. Az I. világháború után rövid ideig az Olasz Királyság, ezután a Szerb-Horvát-Szlovén Királyság, majd Jugoszlávia része lett. Lakossága 2011-ben 3349 fő volt, akik a turizmus mellett halászatból és mezőgazdaságból (szőlő- és olívatermelés) éltek.

## Lakosság
| Lakosság változása | Lakosság változása | Lakosság változása | Lakosság változása | Lakosság változása | Lakosság változása | Lakosság változása | Lakosság változása | Lakosság változása | Lakosság változása | Lakosság változása | Lakosság változása | Lakosság változása | Lakosság változása | Lakosság változása | Lakosság változása |
| ------------------ | ------------------ | ------------------ | ------------------ | ------------------ | ------------------ | ------------------ | ------------------ | ------------------ | ------------------ | ------------------ | ------------------ | ------------------ | ------------------ | ------------------ | ------------------ |
| 1857               | 1869               | 1880               | 1890               | 1900               | 1910               | 1921               | 1931               | 1948               | 1953               | 1961               | 1971               | 1981               | 1991               | 2001               | 2011               |
| 289                | 345                | 384                | 548                | 683                | 784                | 865                | 960                | 975                | 1.030              | 1.104              | 1.015              | 1.141              | 1.640              | 2.980              | 3.349              |

## Nevezetességei
- Szent Teodor tiszteletére szentelt temploma a 11. – 12. századból származik. A 15. – 16. században reneszánsz stílusban építették át. A templom körül temető található, ahol a temetőkápolnába kora középkori töredékek vannak beépítve és a temetőből is kora középkori töredékek kerültek elő.[2][3]
- Borromeo Szent Károly tiszteletére szentelt plébániatemploma 1735-ben épült.[2] A bejárat jobb oldalán egy régi szenteltvíztartó van beépítve, melynek feliratán az egykori plébános neve is szerepel. Feltételezik, hogy a szenteltvíztartót a régi Szent Teodor templomból hozták ide át az új templom építésekor.[3]
- Okrug Donje keleti részén található a Keresztelő Szent János templom. Ez a templom 1630-ban épült a Racettini család nyári rezidenciája közelében. A család 1385-ben költözött Nápolyból Trogirra. A Pantera-öblöt, ahol a nyaraló épült róluk később Racetinovac-öbölnek neveztél át.[3]
- A Toča-öbölben találhatók Nikola Andreis 1655-ben épített nyári rezidenciájának romjai. Nikola Andreis a padovai egyetem filozófiai és orvostudományi professzora volt és egy itt talált felirat szerint itt találta meg nyugalmát.[2]
- A kis Sveta Fumija-szigeten a késő ókori – kora középkori Szent Eufémia templom és trogiri bencések gazdasági épületeinek maradványai találhatók. A szerzetesek rendszerint itt töltötték a böjti időszakot, ahol főként halászattal foglalkoztak. A helyi hagyomány úgy tartja, hogy a templom körül régen sírokat is találtak. Eszerint ez a hely nemcsak az itt tartózkodás céljára, hanem temetkezési helyül is szolgált.[3]
- A Sveta Fumijától nyugatra fekvő kis Kraljevac-sziget arról kapta a nevét, hogy a legenda szerint 1242-ben a tatárok előli menekülése idején IV. Béla magyar király itt tartózkodott. A szigeten bencés kolostor maradványai láthatók.[2]
- Okrug Gornji központjában új plébániatemplomot építettek a Szent Kereszt felmagasztalása tiszteletére.
- Ivan Lučić 17. századi horvát tudósnak és történetírónak is volt nyaralója itt, a Rožac-öbölben ahol földbirtoka is volt. Minthogy romjai nem maradtak fenn a pontos helye sem ismert.[3]
- Bár a szomszédos Žednohoz tartozik, mindenképpen meg kell említeni a Szent Mór templomot, mely a Mavarštica-öböl feletti teraszos lejtőn található. A ma is látható templom 12.-13. században épült ókori alapokon. A régészeti feltárások során a legrégibb réteg az 1. századból származik. Ebből a korból egy jó állapotban fennmaradt ciszterna, valamint cseréptöredékek, pénz és sírkőlap töredékek származnak. A második réteg a késő ókorból, a 4. századból származik cseréptöredékekkel, pénzérmékkel és gazdasági épület alapfalaival. Régen a szigeten élő remeték szoktak összegyűlni benne, akik rendbe hozták a római ciszternát és a templom mellé egy ott tartózkodásra alkalmas épületet emeltek. A templom körül található a település legősibb temetője. A legenda szerint Szent Mór képét a tenger sodorta a Mavarštica-öbölbe. Ezt a helyiek csodás eseménynek tekintették és azóta Szent Mór Žedno település védőszentje.[6]